# Филиппов, Павел Павлович
Павел Павлович Филиппов (род. 1943) — советский и российский биолог, лауреат премии имени Ю. А. Овчинникова (1997).
Родился в 1943 году.
В 1964 году — окончил биологический факультет МГУ, после чего поступил на работу в НИИФХБ МГУ, с 1977 года — заведующий отделом этого института.
В 1970 году — защитил кандидатскую, а в 1989 году — докторскую диссертацию.
В 1990 году — присвоено учёное звание профессора.
Основные направления исследований: молекулярные механизмы зрения; дегенерация и регенерация сетчатки глаза; фоторецепторные белки как паранеопластические и раково-сетчаточные антигены.
Автор более 100 статей, опубликованных в отечественных и международных научных журналах.
Член Ученых Советов МГУ и НИИФХБ МГУ, а также диссертационных советов при биологическом и химическом факультетах МГУ.
Реципиент многих Российских и зарубежных грантов, в том числе РФФИ; CRNS (Франция); International Human Frontier Science Program Organization; Royal Society, Wellcome Trust (Великобритания); Ludwig Institute for Cancer Research (США); Forschungszentrum Jülich, Deutscher Academischer Austauschdienst, Hanse Institute for Advanced Study (Германия) и другие.

## Награды
- Премия имени Ю. А. Овчинникова (1997) — за цикл работ «Структура и механизмы функционирования зрительных белков: cGMP-фосфодиэстераза и рековерин»